# Дискография на Хилари Дъф
Дискографията на Хилари Дъф, американска поп певица, издадена основно от Холивуд Рекърдс, включва три студийни албуми, два компилационни албума, дванадесет сингъла, петнадесет музикални видеота и три DVD-та.
Дъф участваше в главната роля в телевизионния сериал „Лизи Макгуаяр“ и нейния едноименен кавър на песента на Брук Маклаймънт I Can’t Wait е включен в саундтрака на сериала през 2002 г.
Нейният дебютен студиен албум „Метаморфоза“ (Metamorphosis) бе пуснат през август 2003 г. и включва три сингъла. Албумът бе разпродаден в над 3,7 милиона копия в САЩ. Тя пусна нейния втори студиен албум, кръстен на нея – „Хилари Дъф“ (Hilary Duff) през септември 2004 г. за седемнадесетия ѝ рожден ден. Той съдържа поп музика подобна на предхождащата я, включва и повече рок звучене. „Най-желан“ (Most Wanted), нейният първи компилационен албум бе издаден през август 2005 г. и имаше международен успех в класациите. Третият студиен албум „Достойнство“ (Dignity) беше пуснат през април 2007 г. и включва три денс клубни сингъла. От февруари 2007 г. Дъф е продала над 13 милиона нейни записи по целия свят.

## Албуми

### Студийни албуми
| Издаден      | Година | Българско име | Оригинално име | Песни |
| ------------ | ------ | ------------- | -------------- | --- |
| 26 август    | 2003   | Метаморфоза   | Metamorphosis  | 1. So Yesterday 3:35 2. Come Clean 3:34 3. Workin' It Out 3:16 4. Little Voice 3:03 5. Where Did I Go Right? 3:51 6. Anywhere But Here 3:32 7. The Math 3:19 8. Love Just Is 4:02 9. Sweet Sixteen 3:09 10. Party Up 3:51 11. Metamorphosis 3:29 12. Inner Strength 1:34 Бонус песни: 1. Why Not 3:01 2. Girl Can Rock 3:05                              |
| 28 септември | 2004   | Хилари Дъф    | Hilary Duff    | 1. Fly 3:43 2. Do You Want Me 3:30 3. Weird 2:55 4. Hide Away 3:47 5. Mr. James Dean 3:28 6. Underneath This Smile 3:38 7. Dangerous To Know 3:33 8. Who's That Girl? 3:26 9. Shine 3:29 10. I am 3:43 11. The Getaway 3:37 12. Cry 4:02 13. Haters 2:58 14. Rock This World 3:43 15. Someone's Watching Me 4:11 16. Jericho 3:52 17. The Last Song 1:25 |